# Astragalus semnanensis
Astragalus semnanensis är en ärtväxtart som beskrevs av Joseph Friedrich Nicolaus Bornmüller och Karl Heinz Rechinger. Astragalus semnanensis ingår i släktet vedlar, och familjen ärtväxter. Inga underarter finns listade i Catalogue of Life.